# Krzysztofa Borowiec
Krzysztofa Borowiec z domu Pastuszak (ur. 27 sierpnia 1932 w Nowosielcach, zm. 23 października 1997) – polska nauczycielka.

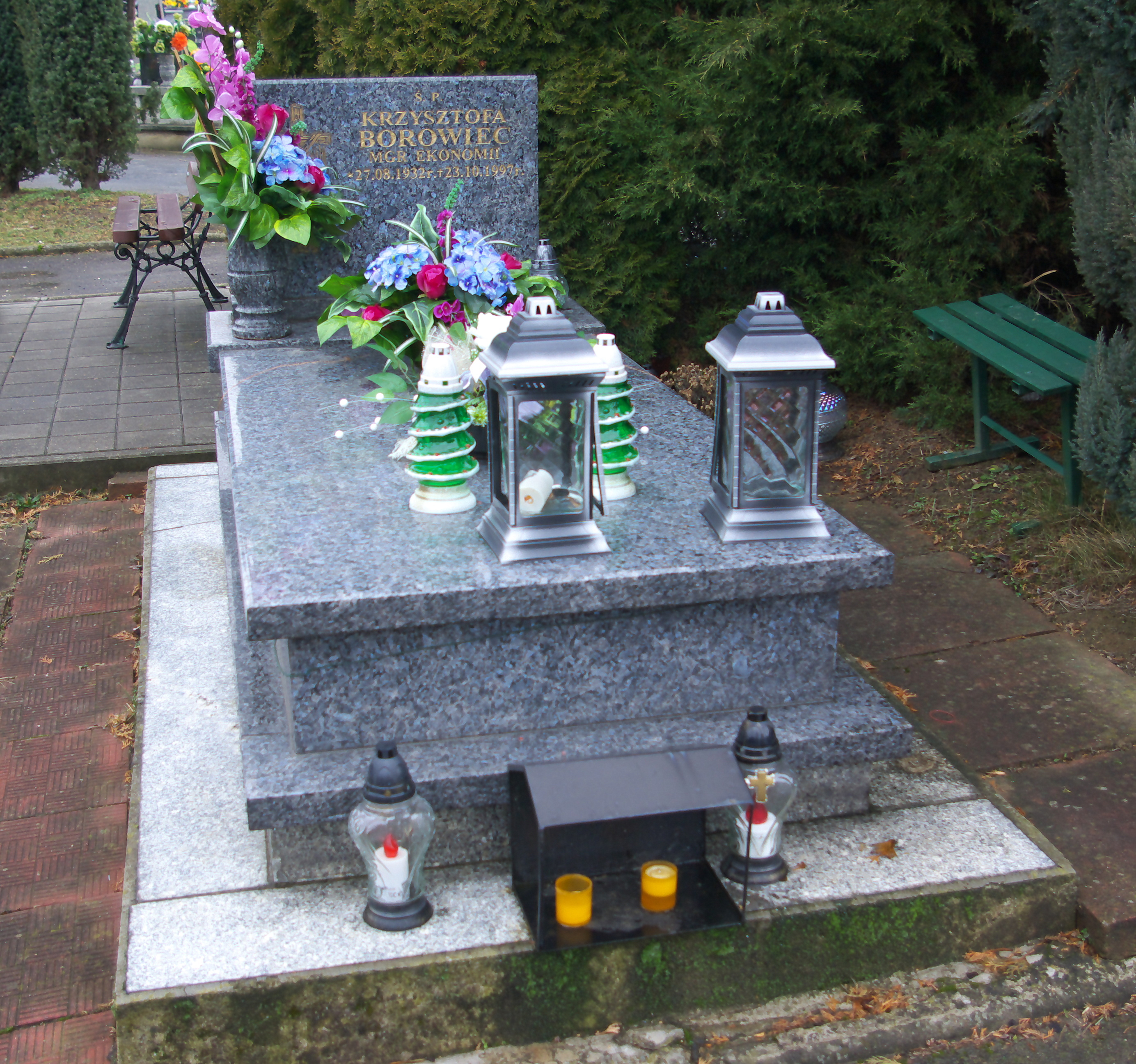
Nagrobek Krzysztofy Borowiec

## Życiorys
Urodziła się 27 sierpnia 1932 w Nowosielcach. W szkołach ekonomicznych w Sanoku ukończyła czteroletnie Gimnazjum Handlowe w 1949 oraz Technikum Administracyjno-Gospodarcze II stopnia w 1951 (wraz z nią w klasach byli Wiesław Nahurski oraz Ryszard Borowiec – późniejszy mąż). Została absolwentką Wyższej Szkoły Ekonomicznej w Krakowie. Po studiach pracowała jako nauczycielka przedmiotów zawodowych w macierzystej szkole w Sanoku, Zespole Szkół Ekonomicznych od 1969 do 1992. W szkole kierowała kołem Polskiego Czerwonego Krzyża.
Zmarła 23 października 1997. Została pochowana na Cmentarzu Centralnym w Sanoku.

## Odznaczenia
- Krzyż Kawalerski Orderu Odrodzenia Polski (1989)[2]
- Odznaka honorowa „Za zasługi dla województwa krośnieńskiego” II stopnia (1988)[3]
- Odznaka „Zasłużony dla Sanoka” (1988)[3]
- Nagroda Ministra Oświaty i Wychowania w Krośnie
- Nagroda Kuratora Oświaty i Wychowania w Krośnie
- Odznaki resortowe i regionalne